# Волинець Михайло Якович
Миха́йло Я́кович Волине́ць (нар. 30 жовтня 1956, село Новоживотів, Іллінецький район, Вінницька область) — український профспілковий та політичний діяч. Чинний народний депутат України (IX скликання). Голова Незалежної профспілки гірників України (з лютого 1995). Голова Конфедерації вільних профспілок України [Архівовано 28 грудня 2011 у Wayback Machine.] (з 1997), громадський діяч.
Голосував за закон України 12414, який був ухвалений з порушенням Регламенту Верховної Ради України та підпорядкував НАБУ та САП Генеральному прокурору.

## Біографія
Після закінчення загальноосвітньої школи Михайло Волинець у 1974–1975 роках навчався в гірничому професійно-технічному училищі міста Димитрова (нині Мирноград) Донецької області. Потім був призваний на строкову військову службу. Офіцер запасу. Після демобілізації з 1977 до 1983 року працював підземним електрослюсарем на шахті імені О. Стаханова В. О. «Красноармійськвугілля». Без відриву від виробництва закінчив Комунарський гірничо-металургійний інститут і здобув спеціальність гірничого інженера-електромеханіка. Після закінчення навчання працював гірничим майстром, помічником начальника дільниці і начальником дільниці на шахті імені О. Стаханова. З 1983 року Михайло Волинець обирався депутатом Красноармійської міської Ради народних депутатів двох скликань. У 1985 році був обраний головою профспілкового комітету шахти імені О. Стаханова. У 1989 році під час хвилі страйків у шахтарських колективах Михайло Волинець був знову переобраний головою профкому, що тоді було дуже рідкісним випадком.
У 1991 році, виконуючи рішення другого з'їзду шахтарів СРСР, Михайло Волинець створив первинну організацію Незалежної профспілки гірників на шахті імені О. Стаханова чисельністю 7500 осіб. Того самого року очолив Міжрегіональне об'єднання НПГ, яке налічувало близько третини усіх членів НПГ в Україні.
У червні 1991 року Михайло Волинець був організатором установчої конференції Незалежної профспілки гірників України, що відбулась у місті Димитрові, але відмовився на той час очолити профспілку, віддавши перевагу роботі над зміцненням Міжрегіонального об'єднання НПГ.
Коли НПГУ опинилась в кризовій ситуації і її чисельність зменшилась на третину, у лютому 1995 року на другому з'їзді НПГУ Михайло Волинець за наполяганням колег дав згоду очолити профспілку. Також послідовно переобирався на посаду голови НПГУ на третьому та четвертому з'їздах. У 1997 році за участю НПГУ було створено всеукраїнське об'єднання вільних профспілок (тепер Конфедерація вільних профспілок України), яке очолив Михайло Волинець.
У квітні 2015 року виступив одним з ініціаторів і організаторів Соціальної платформи «Важливий кожен», у її складі презентував програму соціально-орієнтованих реформ у різних містах України.
з 2020 року по січень 2024 - двічі обирався віце-президентом Міжнародної Конфедерації профспілок.
З грудня 2023 – віце-президент Всеєвропейської регіональної ради Міжнародної Конфедерації профспілок.
З жовтня 2022 – член виконкому Європейської конфедерації профспілок.
Заступник голови Спільного представницького органу репрезентативних всеукраїнських об'єднань профспілок на національному рівні (СПО об'єднань профспілок).
Член Національної тристоронньої соціально-економічної ради від профспілкової сторони.
Член колегії Держпраці, Міністерства енергетики України, інших державних відомств.
Українець. Має двох дітей.

## Парламентська діяльність
Березень 1998 — кандидат в народні депутати України від ПДЕСП, № 3 в списку. На час виборів: голова Незалежної профспілки гірників України, безпартійний.
Червень 2000 — кандидат в народні депутати України за виборчим округом № 36 Дніпропетровської області. З'явилося 53.0 %, «за» 6.5 %, 3 місце з 8 претендентів. На час виборів: голова Незалежної профспілки гірників України, безпартійний.
З 14 травня 2002 до 25 травня 2006 — народний депутат України 4-го скликання від «Блоку Юлії Тимошенко» (№ 14 в списку). Член Комітету з питань паливно-енергетичного комплексу, ядерної політики та ядерної безпеки.
З 25 травня 2006 до 12 червня 2007 — народний депутат України 5-го скликання від «Блоку Юлії Тимошенко» (№ 14 в списку). Заступник голови Комітету з питань паливно-енергетичного комплексу, ядерної політики та ядерної безпеки. 12 червня 2007 достроково припинив свої повноваження під час масового складення мандатів депутатами-опозиціонерами з метою проведення позачергових виборів до Верховної Ради України.
З 23 листопада 2007 до 12 грудня 2012 — Народний депутат України 6-го скликання від «Блоку Юлії Тимошенко» (№ 15 в списку). Заступник голови Комітету з питань паливно-енергетичного комплексу, ядерної політики та ядерної безпеки.
Кандидат у народні депутати від ВО «Батьківщина» на парламентських виборах 2019 року, № 20 у списку.
З 29 серпня 2019 року — Народний депутат України 9-го скликання від ВО «Батьківщина», член фракції ВО «Батьківщина», Голова підкомітету з питань взаємодії з державними органами влади та громадськістю Комітету Верховної Ради України з питань енергетики та житлово-комунальних послуг.

## Скандал щодо декларування майна у 2020 році
У квітні 2021 року журналістське розслідування програми «Схеми» Української редакції Радіо Свобода було опуліковано, що Волинець ймовірно не вказав в декларації за 2020 рік джерело походження коштів на купівлю квартири у Печерському районі Києва. Журналістами було прокоментовано, що у червні 2020 року Михайло Волинець продав за чотири мільйони гривень двокімнатну квартиру в Києві на Подолі та одразу придбав нове житло в ЖК «Бульвар фонтанів» . 
5 травня 2021 року за інформацією викладених у розслідуванні «Схем», Національне антикорупційне бюро відкрило кримінальне провадження через ймовірне недостовірне декларування народним депутатом Волинцем. А Спеціалізована антикорупційна прокуратура подала до Вищого антикорупційного суду позов про цивільну конфіскацію активів Михайла Волинця. «…Зроблено висновок, що народний депутат України 9-го скликання у 2020 році придбав трикімнатну квартиру в місті Києві за відсутності відомостей про те, звідки у нього виявилося близько 3 млн гривень, яких не вистачало для такої купівлі, зважаючи на розмір законних доходів депутата», — пояснюють представники прокуратури. 28 липня 2021 ВАКС прийняв і призначив справу до розгляду.
У рішенні, прийнятому 21 жовтня 2021 року, Вищий антикорупційний суд України відхилив позов Спеціалізованої антикорупційної прокуратури про цивільну конфіскацію активів Михайла Волинця, народного депутата від фракції "Батьківщина". Суд визнав Волинця невинним і прийшов до висновку, що придбання трикімнатної квартири в Києві до набуття ним статусу народного депутата та особи, що має обов'язок подавати декларації, тому ознаки корупційних дій відсутні.
Національне антикорупційне бюро України 17 листопада 2022 року оголосило про підозру Михайлу Волинцю у внесенні недостовірних даних до його електронної декларації за 2020 рік. Ця підозра стосувалася щодо не внесення відомостей про автомобіль, яким він, за вказівкою слідства, користувався. Дії Волинця були класифіковані за частиною 1 статті 366-2 Кримінального кодексу України як умисне внесення завідомо недостовірних відомостей до декларації. Проте під час розгляду справи Антикорупційний суд врахував, що народний депутат Волинець не користувався автомобілем протягом 180 днів. В результаті суд закрив справу щодо Волинця 7 квітня 2023 року.

## Нагороди, державні ранги
У 2004 році Михайлу Волинцю як голові Конфедерації вільних профспілок України присвоєно премію Американської федерації праці — Конфедерації виробничих профспілок (АФП-КВП) в галузі прав людини імені Джорджа Міні і Лейна Кіркленда «За самовідданість, хоробрість і лідерство у відстоюванні прав людини». Кошти з цієї премії Михайло Волинець перерахував на користь незалежних профспілок.
Також нагороджений орденом орденом «За заслуги» III ступеня (січень 2007) та відзнаками «Шахтарська слава» II і III ступенів.